# Ai confini del mare
Ai confini del mare è il decimo romanzo della saga di Jack Aubrey e Stephen Maturin, personaggi immaginari, anche se Aubrey è ispirato alle imprese di Lord Cochrane.
Da questo romanzo è stato tratto il film Master and Commander - Sfida ai confini del mare, con Russell Crowe. In effetti la sceneggiatura del film è un sunto di episodi tratti dai vari romanzi della serie, innestati sulla base della storia di questo romanzo in particolare.

## Trama
Jack Aubrey entra a Gibilterra da vincitore, ma pieno di esitazioni: ha distrutto una fregata pesante con la Surprise e mandato una lancia per avvisare la flotta della presenza di un vascello francese disalberato, azzerando la minaccia del dey di Zambra, ma non è sicuro di incontrare il favore dell'ammiraglio; inoltre teme il confronto con il comandante Fielding, in arrivo a Gibilterra, per via delle insistenti voci su una sua relazione con la moglie di questi.
Ma risolti i suoi dubbi, un comando più triste lo aspetta: preparare la sua amata Surprise, vecchia ed inadeguata agli standard correnti, per il disarmo. Sennonché prima della partenza per l'Inghilterra arrivano dei nuovi ordini di missione: dare la caccia ad una fregata statunitense, la USS Norfolk, intercettandola prima che possa attaccare le baleniere inglesi oltre capo Horn. Raddobbata e riequipaggiata in tutta fretta la nave, parte con il suo fidato amico Stephen Maturin come medico di bordo e agente segreto. Per strada, ricatturano un postale, la Danae, con documenti segreti ed una notevole somma di denaro a bordo, catturato dagli americani, e lo rimandano in Inghilterra al comando del fido Tom Pullings.
Ma alcuni inconvenienti lo costringono a fare scalo per riparazioni in Brasile, impedendo di intercettare la Norfolk, e la caccia si estende oltre capo Horn. Dopo uno scalo nell'isola di Mas Afuera, al largo del Cile, dove il capo cannoniere uccide sua moglie ed un anziano allievo che avevano trescato alle sue spalle, proseguono la rotta alla caccia della Norfolk. Qualche giorno dopo, il capocannoniere si impicca, e subito dopo viene incontrata una nave spagnola con notizie della Norfolk, diretta verso le isole Marchesi.
Durante la navigazione, Stephen riesce a cadere di notte in mare e Jack si tuffa per salvarlo, ma nessuno a bordo se ne accorge fino all'indomani. La Surprise li recupererà dopo una interessante esperienza su una imbarcazione governata da sole donne guerriere, che li sbarca su un'isola deserta. Una burrasca li porta all'approdo su una delle Marchesi, per scoprire che la Norfolk, nella stessa burrasca, non è stata altrettanto fortunata: il suo relitto giace nella pericolosa laguna. Stephen però arriva privo di conoscenza per una brutta caduta durante la tempesta.
Lì incontrano i superstiti dell'equipaggio, che li informano della fine delle ostilità; ma si tratta di uno stratagemma per proteggere i disertori inglesi già a bordo della Norfolk dalla altrimenti inevitabile impiccagione. Un gruppo, con Jack alla testa, sbarca sull'isola per permettere l'operazione su Stephen, ed informa l'equipaggio americano che deve considerarsi comunque prigioniero. Ma un'altra tempesta costringe la Surprise a fuggire ed esplodono i contrasti, fino ad arrivare allo scontro sulla spiaggia ed al colpo di scena finale.

## Riferimenti
Il vero viaggio della USS Essex è servito da ispirazione ad O'Brian per questo episodio; questa fregata aveva gli stessi ordini di missione della fittizia Norfolk, assolti egregiamente con la cattura di oltre una decina di prede. La Essex fu catturata sulla costa cilena, violando la neutralità, da una fregata, la HMS Phoebe da 36 cannoni, ed una corvetta, la HMS Cherub, dopo un accanito combattimento. La Essex era in stato di inferiorità per danni all'attrezzatura dovuti ad una tempesta, e comunque, essendo armata con carronate (cannoni a corta gittata), non poteva fronteggiare il martellamento a lunga distanza dei cannoni lunghi della fregata inglese. 

## Edizioni
- Patrick O'Brian, Ai confini del mare, traduzione di Paola Merla, Longanesi, 2001,  p. 360, ISBN 88-304-1899-4.